# Reprezentacja Japonii na Mistrzostwach Świata w Narciarstwie Klasycznym 2005
Reprezentacja Japonii na Mistrzostwach Świata w Narciarstwie Klasycznym 2005 w Oberstdorfie liczyła 20 sportowców, w tym sześć kobiet i czternastu mężczyzn. 
W reprezentacji znalazło się dziesięcioro biegaczy i biegaczek narciarskich, pięciu kombinatorów norweskich i pięciu skoczków narciarskich. Japończycy wystartowali we wszystkich 17 konkurencjach mistrzostw świata w narciarstwie klasycznym. Nie zdobyli żadnego medalu, a najwyższe, dziewiąte miejsca zajęły drużyny kombinatorów i skoczków w konkurencjach zespołowych. Najwyższe miejsce w startach indywidualnych zajął Daito Takahashi, który był dziesiąty w sprincie w kombinacji norweskiej.

## Wyniki

### Biegi narciarskie

#### Mężczyźni
Sprint
- Shunsuke Komamura - 41. miejsce

15 km stylem dowolnym
- Tomio Kanamaru - 61. miejsce
- Ryo Saitō - 66. miejsce

Bieg pościgowy 2x15 km
- Katsuhito Ebisawa - 36. miejsce
- Ryo Saitō - 38. miejsce
- Shunsuke Komamura - 43. miejsce
- Tomio Kanamaru - 55. miejsce

Sztafeta 4x10 km
- Katsuhito Ebisawa, Shunsuke Komamura, Ryo Saitō, Tomio Kanamaru - 14. miejsce

50 km stylem klasycznym
- Katsuhito Ebisawa - 21. miejsce
- Shunsuke Komamura - 22. miejsce

#### Kobiety
Sprint
- Madoka Natsumi - 31. miejsce
- Nobuko Fukuda - 35. miejsce

10 km stylem dowolnym
- Sumiko Yokoyama - 28. miejsce
- Chizuru Soneta - 42. miejsce
- Chisa Obayashi - 52. miejsce

Bieg pościgowy 2x7,5 km
- Chizuru Soneta - 36. miejsce
- Masako Ishida - 42. miejsce
- Chisa Obayashi - 47. miejsce
- Sumiko Yokoyama - nie ukończyła

Sztafeta 4x5 km
- Masako Ishida, Nobuko Fukuda, Chizuru Soneta, Sumiko Yokoyama - 12. miejsce

30 km stylem klasycznym
- Sumiko Yokoyama - 22. miejsce
- Masako Ishida - 28. miejsce
- Chizuru Soneta - 32. miejsce
- Chisa Obayashi - 48. miejsce

### Kombinacja norweska
Gundersen HS 100 / 15 km
- Yosuke Hatakeyama - 23. miejsce
- Daito Takahashi - nie ukończył
- Takashi Kitamura - nie ukończył
- Junpei Aoki - nie ukończył

Konkurs drużynowy (HS 137 + 4 x 5 km)
- Yosuke Hatakeyama, Takashi Kitamura, Makoto Masaki, Junpei Aoki - 9. miejsce

Sprint (7,5 km + HS 137)
- Daito Takahashi - 10. miejsce
- Junpei Aoki - 27. miejsce
- Takashi Kitamura - 28. miejsce
- Yosuke Hatakeyama - 34. miejsce

### Skoki narciarskie
Konkurs indywidualny na skoczni HS 100
- Akira Higashi - 18. miejsce
- Noriaki Kasai - 21. miejsce
- Daiki Itō - 36. miejsce
- Takanobu Okabe - 37. miejsce

Konkurs indywidualny na skoczni HS 137
- Hideharu Miyahira - 25. miejsce
- Takanobu Okabe - 28. miejsce
- Daiki Itō - 31. miejsce
- Noriaki Kasai - 36. miejsce

Konkurs drużynowy na skoczni HS 100
- Daiki Itō, Takanobu Okabe, Akira Higashi, Noriaki Kasai - 9. miejsce

Konkurs drużynowy na skoczni HS 137
- Noriaki Kasai, Takanobu Okabe, Hideharu Miyahira, Akira Higashi  - 10. miejsce